# Słotwiny (województwo lubelskie)
Słotwiny – wieś w Polsce położona w województwie lubelskim, w powiecie opolskim, w gminie Karczmiska.
W latach 1975–1998 miejscowość położona była w województwie lubelskim.
Wieś stanowi sołectwo w gminie Karczmiska. Według Narodowego Spisu Powszechnego z roku 2011 wieś liczyła 524 mieszkańców.
Wierni Kościoła rzymskokatolickiego należą do parafii Najświętszej Maryi Panny Matki Kościoła w Grabówkach.

## Części miejscowości
| SIMC    | Nazwa                   | Rodzaj                 |
| ------- | ----------------------- | ---------------------- |
| 0382906 | Słotwiny-Czerwone Łąki  | część wsi (do 2023 r.) |
| 0382912 | Słotwiny-Lipki-Kolonia  | część wsi (do 2023 r.) |
| 0382929 | Słotwiny-Pniaki-Kolonia | część wsi              |

## Historia

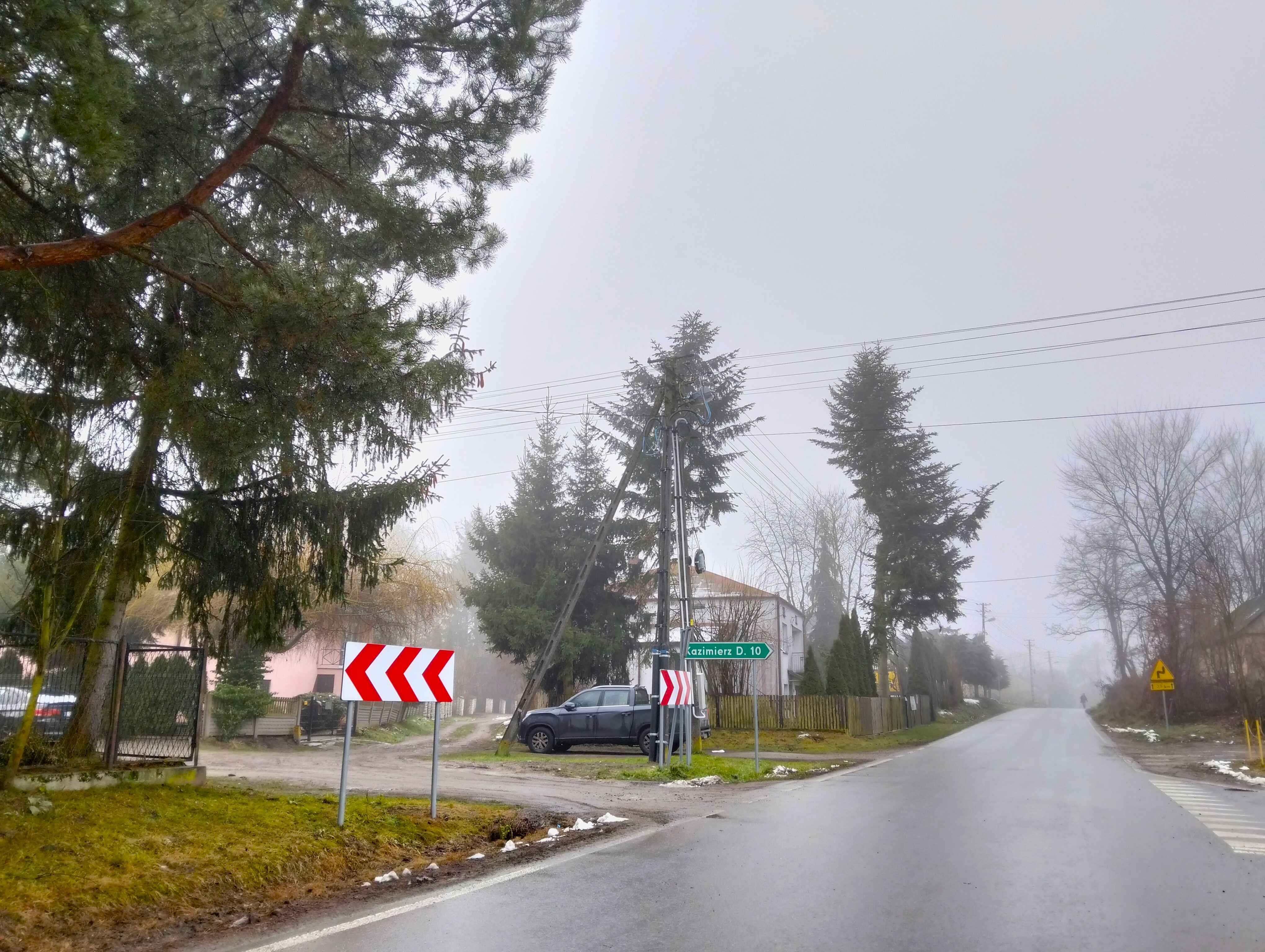
Skrzyżowanie we wsi

Wieś powstała na przełomie XIV i XV wieku. Pierwsze wzmianki pochodzą z 1416 roku, gdzie zapisano wieś pod nazwą „Sloczecz”. Wieś była własnością królewską. Z tego okresu w aktach ziemskich lubelskich odnotowani byli Stanisław ze Słotwin, w 1418 Mikołaj ze Słotin. 1429 Jan ze Słotwin, a w okresie 1444-7 Wojciech ze Słotwin. Kolejni dziedzice tej wsi przyjęli nazwisko Słotwińscy. Była to uboga szlachta, która nie żyła z uprawy ziemi, ale ze służby na zamku w Kazimierzu. Nie wspomina o tej miejscowości Jan Długosz, ponieważ Słotwiny nie dawały żadnych danin na rzecz Kościoła.
W 1626 r. były to już Słotwiny z 14 rodzinami szlachty siedzącej na 21 częściach. Słotwiny pisano od tej pory z wyjątkiem 1806 r., kiedy odnotowano jako „Sołotwiny”.

W 1905 r., kiedy zapisano wieś Słotwiny i 8 kolonii tej samej nazwy, w jednej z nich mieszkała szlachta zagrodowa, ta tylko kolonia miała 34 domy i 240 mieszkańców.
Tylko jedna wieś Słotwiny występuje w spisie powszechnym w 1921 r. Śladem dawnej struktury własnościowej była nazwa jednej z pięciu części wsi – Szlachta, obecnie zanikła.